# Goniothalamus sesquipedalis
Goniothalamus sesquipedalis (Wall.) Hook.f. & Thomson – gatunek rośliny z rodziny flaszowcowatych (Annonaceae Juss.). Występuje naturalnie w Indiach (w stanach Sikkim, Asam, Nagaland, Manipur i Meghalaya), Bangladeszu, Bhutanie oraz Mjanmie. 

## Morfologia
PokrójZimozielony krzew.
LiścieMają kształt od lancetowatego do podłużnie równowąskiego. Mierzą 20–40 cm długości oraz 4,5–10,5 cm szerokości. Są skórzaste. Nasada liścia jest klinowa. Blaszka liściowa jest o spiczastym wierzchołku. Ogonek liściowy jest nagi i dorasta do 10–15 mm długości.
KwiatySą pojedyncze, rozwijają się w kątach pędów. Mają zielonożółtawą barwę. Działki kielicha mają owalny kształt, są owłosione od wewnętrznej strony i dorastają do 5–8 mm długości. Płatki mają owalnie lancetowaty kształt i osiągają do 10–20 mm długości. Kwiaty mają owłosione owocolistki o równowąskim kształcie i długości 4 mm.
OwoceMają jajowaty kształt, zebrane w owoc zbiorowy. Osiągają 17–25 mm długości i 10 mm szerokości. Mają czerwonopomarańczową barwę.

## Biologia i ekologia
Rośnie w lasach. Występuje na wysokości do 1200 m n.p.m. Kwitnie od kwietnia do czerwca, natomiast owoce dojrzewają we wrześniu